# Classe Boxer
La classe Boxer era una classe di navi da sbarco per mezzi corazzati (Landing Ship Tank - LST) britannica, sviluppata durante la seconda guerra mondiale.
Successive alla classe Maracaibo, le tre navi da sbarco carri della classe Boxer erano costruite fin dall'inizio con tale funzione, e presentavano numerosi miglioramenti come la capacità di ospitare sul ponte di coperta autocarri o mezzi da sbarco.
Tra le novità di questo progetto, le porte anteriori dello scafo, incernierate verticalmente su entrambi i lati, mentre il piano del ponte principale era sistemato appena sopra il livello del mare, per cui era facile imbarcare e sbarcare i mezzi. 
Un elevatore consentiva di portare gli autocarri dal ponte principale a quello di coperta, rinforzato per poter ospitare mezzi leggeri (fino agli autocarri da 3 tonnellate), con un raddoppio della superficie disponibile per ospitare i veicoli, mentre un boccaporto poppiero consentiva di sbarcare i mezzi anche se la portiera anteriore era bloccata. Una gru da 40 tonnellate consentiva di imbarcare i mezzi corazzati o di sbarcarli, senza usare necessariamente la porta di prua. Infine, l'apparato motore era a mezza nave, con i fumaioli spostati di lato per non ingombrare il movimento dei mezzi.
Queste unità vennero approntate in un tempo molto lungo, tanto che esse non vennero completate prima del 1943.
Nel 1944 esse (Boxer, Bruiser, Thruster) erano state già convertite in navi di controllo intercettori, con il ponte riempito di apparati elettronici, un radar di scoperta sopra la plancia, uno sul ponte anteriore, e uno sopra la sovrastruttura anteriore, che venne realizzata nel frattempo. Ben 4 alberi erano stati installati per le comunicazioni radio con i caccia incaricati della difesa della flotta da sbarco.